# 陶廷燁
陶廷燁（？年—1645年），浙江嘉兴府秀水县籍苏州府吴江县人。明末政治人物。

## 生平
天啓四年（1624年）甲子科浙江乡试第六十八名舉人，崇祯七年（1634年）甲戌科三甲五十一名进士，工部观政，本年六月授江西临川县知县，九年任本省乡试同考官，十三年升南京礼部精膳司主事，升南吏部文选司郎中，调考功司郎中。
後入仕南京弘光政权，1645年五月清兵至，陶廷燁逃离南京回乡，在前明官员屠象美、李毓新等人的倡议下，大家推举总兵陈梧为帅，起义反清。闰六月二十六日，清军返回攻陷嘉兴府城，並进行屠城，陶廷燁死于战乱之中。

## 家族
曾祖陶鐩，嘉靖三十一年壬子應天举人；祖陶彦冲，廪例监生；父陶元寀，鸿胪寺序班。